# Reißeck (Berg)
Das Reißeck (auch Großes Reißeck) ist mit seiner Höhe von 2965 m ü. A. die höchste Erhebung der Reißeckgruppe in den Hohen Tauern. Der Berg ist namensgebend für die Gebirgsgruppe und die südlich gelegene Gemeinde Reißeck im Kärntner Mölltal. Nordwestlich des Reißecks, durch die Mallnitzer Scharte (2673 m) getrennt, schließt die Ankogelgruppe mit der Hochalmspitze an.
Der Name Reißeck beruht auf einem alten Gewässernamen, etwa Reisach „Fall-, Sturzbach“, zu mittelhochdeutsch rîs „das Fallen“.
Westlich und südlich des Gipfelaufbaus liegen die Stauseen der Kraftwerksgruppe Reißeck-Kreuzeck. Die für den Bau der Kraftwerke errichtete Reißeckbahn diente bis 2016 auch dem Personenverkehr und wurde fast ausschließlich für den Hüttenzustieg verwendet. Die Reißeckhütte des ÖGV befindet sich in unmittelbarer Nähe der ehemaligen Bergstation unter der Staumauer des Großen Mühldorfer Sees, es gab auch zwei Hotels und ein kleines Skigebiet.

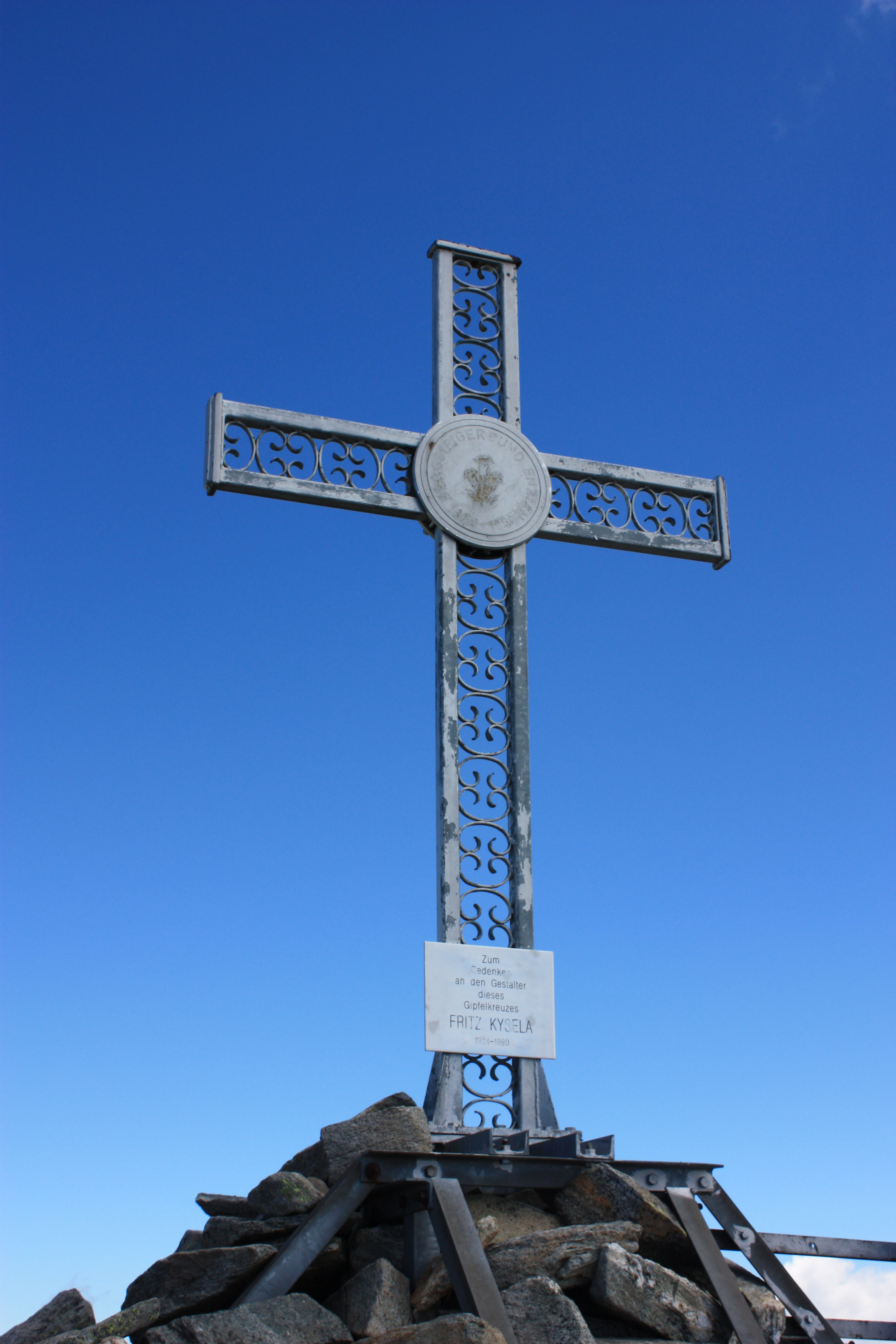
Gipfelkreuz

Der Normalweg führt über die Kalte-Herberg-Scharte und den Südgrat unschwierig zum Gipfel, verlangt aber völlige Trittsicherheit. Ausgangspunkte sind die Reißeckhütte oder die unbewirtschaftete Neue Mooshütte. Ostnordöstlich des Großen Reißecks liegt das Kleine Reißeck (2924 m), der Gratübergang führt über steiles Gras, ist aber technisch unschwierig.